# Lasius claviger
Lasius claviger es una especie de hormiga del género Lasius, tribu Lasiini, familia Formicidae. Fue descrita científicamente por Roger en 1862.

## Distribución
Se distribuye por los Estados Unidos.

## Hábitat
Habita debajo de rocas, troncos, madera en descomposición y en nidos.